# Franz Johannknecht
Franz Johannknecht (* 5. Februar 1903 in Düsseldorf; † 24. Juli 1974 in Dresden) war ein deutscher Maler und Bildhauer.

## Leben und Werk
Johannknecht absolvierte in Düsseldorf eine Lehre als Technischer Zeichner und arbeitete dann in verschiedenen Konstruktionsbüros. Ab 1929 studiert er an der Staatlichen Kunstakademie Düsseldorf in der Bildhauerklasse von Richard Langer und Alexander Zschokke. Weitere Lehrer waren Werner Heuser und Ewald Mataré. Ab 1932 war er Meisterschüler. Er malt zunächst vor allem Landschaften in Aquarell und Tusche in stilistischer Nachfolge des rheinischen Expressionismus. Nach dem Machtantritt der Nazis wurde er 1933 von der Kunstakademie „entfernt“ und als „entartet“ mit Berufsverbot belegt. 1938 wurde er als Technischer Zeichner nach Dessau dienstverpflichtet und später zum Volkssturm einberufen. In Dessau wurde 1945 beim Bombardement der Stadt sein gesamtes Frühwerk vernichtet.
Johannknecht nahm als Soldat der Wehrmacht am Zweiten Weltkrieg teil. In der Kriegsgefangenschaft schuf er Bleistiftskizzen vom Lagerleben. Nach der Entlassung arbeitete er ab 1946 in Dessau wieder als freischaffender Künstler. Er hatte enge Kontakte zu Carl Marx. Er war anerkannt und wurde 1951 Mitglied des Verbands Bildender Künstler der DDR. Zunehmend schuf er abstrakte Arbeiten im Stil des Informel. Dies und sein christliches Bekenntnis machten ihn zu einem Außenseiter im Kunstbetrieb der DDR. Mitte der 1950er Jahre wurde er aus dem VBK und damit auch aus der staatlichen Förderung ausgeschlossen. „Weitgehend unbeachtet von der Öffentlichkeit entstehen nun in den Jahren bis zu seinem Tod 1974 unzählige Tuschezeichnungen, Collagen, eine Vielzahl an Hinterglasbildern, in denen er ebenfalls die Collagetechnik anwendet, Linolschnitte sowie Entwürfe für Glasfenster, Wandbilder und Wandteppiche.“ Über seine Kontakte zu katholischen und evangelischen Theologen erhielt er einige Aufträge für die Ausgestaltung von Kirchen.

## Rezeption
„Ab den 1960er Jahren entwickelt sich sein Œuvre in Dessau in Unabhängigkeit und Eigenständigkeit. In der Zweidimensionalität entsteht eine Welt eigener Räumlichkeit, gleichsam wie eine bildgewordene Beschwörung des Unbewussten als dazugehörende Seite des Seins. Zunächst noch mehr abbildhaften Figurationen und erzählerischen Details verbunden, verträumten und poetischen Milieus, sind daraus abstrahierte Zeichen erwachsen.“
Johannknecht war ein „in die die Obskurität getriebenen Außenseiter … Vertreter religiös aufgeladener Abstraktion.“

## Museen und öffentliche Sammlungen mit Werken Johannknechts (unvollständig)
- Altenburg/Thüringen: Lindenau-Museum
- Bernburg: Museum Schloss Bernburg
- Dresden: Kupferstichkabinett
- Leipzig: Museum der bildenden Künste
- Magdeburg: Kunstmuseum Kloster Unser Lieben Frauen
- Zeitz: Museum Schloss Moritzburg

## Werke (Auswahl)

### Collagen
- O.T. (Collage, Tusche, Buntpapier, 1971)[4]

- Passio (Serie von 20 Collagen, 1972)[5]

### Tafelbilder, Aquarelle, Zeichnungen
- Mosigkauer Park (Aquarell, ca. 1950, im Bestand des Kunstmuseums Kloster Unser Lieben Frauen Magdeburg)[6]

- Schloßstrasse Dessau (Tafelbild, Öl, 1951; im Bestand des Museums Schloss Bernburg)[7]

- Abstrakt (Tusche, 1966)[8]

- Utopische Landschaft (Feder in Weiß auf schwarzem Papier, 1965)[4]
- Drahtsperre (1971, Feder und Pinsel, 20,6 × 13 cm)[9]
- 200 (1974, Folge von Feder- und Pinselzeichnungen)[5]

### Baugebundene Werke
- Vier farbige Kirchenfenster in der Kirche St. Johannis, Dessau

- Farbiges Glasfenster in der Kirche St. Marien, Zschopau[10]

- Skulptierter Kruzifix (Zementguss, 1962/1963)[4]

## Ausstellungen

### Einzelausstellungen (Auswahl)
- 1955 Galerie Henning (Pinselzeichnungen)

- 1963 Halle, Evangelische Studentengemeinde

- 1965 Leverkusen

- 1973 Hagen

- 1973 Xanten

- 1992 Magdeburg, Dom

- 1997 Dessau, Anhaltische Gemäldegalerie (Grafik und Hinterglasmalerei)

- 2002 Berlin, Galerie Parterre (zusammen mit Werken von Alfred Kubin, Paul Holz, Ewald Mataré, Charles Crodel und Hermann Bachmann)

- 2007 Berlin, Galerie Parterre (Zeichnungen, Collagen, Aquarelle)

- 2007 Magdeburg Kunstmuseum Unser Lieben Frauen („Innenansichten. Zeichnungen, Collagen, Aquarelle“)[11]

- 2017 Dessau, Kunstraum 22

### Ausstellungsbeteiligungen (Auswahl)
- 2007 Beeskow, Burg Beeskow („Christliche Motive in der öffentlichen Kunst der DDR“)

- 2010 Dessau, Anhaltische Gemäldegalerie („Zwischen Rot und Schwarz“)